# Supergigante azul
Uma supergigante azul (BSG) é uma estrela quente e luminosa, frequentemente chamada de supergigante OB. Têm classe de luminosidade I e classe espectral B9 ou anterior.
Supergigantes azuis são encontradas no canto superior esquerdo do Diagrama de Hertzsprung-Russell, acima e à direita da sequência principal. São maiores do que o Sol, mas menores do que uma supergigante vermelha, com temperaturas de superfície de 10.000 a 50.000 K e luminosidades de cerca de 10.000 a um milhão de vezes a do Sol.

## Formação

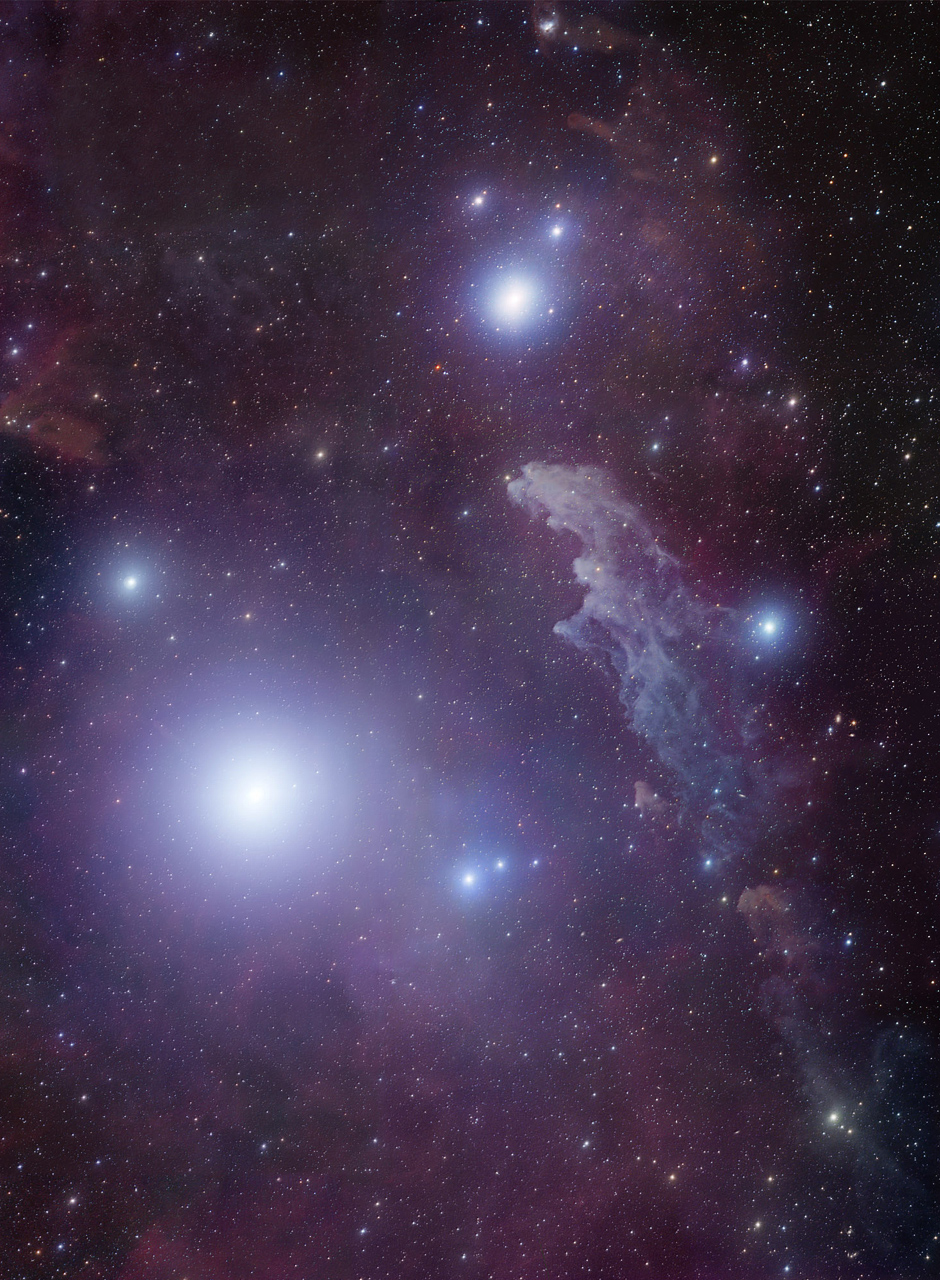
Rígel e a nebulosa IC 2118 que ela ilumina

As supergigantes são estrelas evoluídas de alta massa, maiores e mais luminosas do que as estrelas da sequência principal. Estrelas de classe O e primeiras de classe B com massas iniciais em torno de 10 a 300 M☉ evoluem para longe da sequência principal em apenas alguns milhões de anos à medida que seu hidrogênio é consumido e elementos pesados começam a aparecer perto da superfície da estrela. Essas estrelas geralmente se tornam supergigantes azuis, embora seja possível que algumas delas evoluam diretamente para estrelas Wolf-Rayet. A expansão para o estágio supergigante ocorre quando o hidrogênio no núcleo da estrela se esgota e a queima da camada de hidrogênio começa, mas também pode ser causada quando elementos pesados são dragados para a superfície por convecção e perda de massa devido ao aumento da pressão de radiação.
As supergigantes azuis evoluíram recentemente a partir da sequência principal, têm luminosidades extremamente altas, altas taxas de perda de massa e são geralmente instáveis. Muitas delas tornam-se variáveis luminosas azuis (LBVs) com episódios de perda extrema de massa. As supergigantes azuis de menor massa continuam a se expandir até se tornarem supergigantes vermelhas. No processo, devem passar algum tempo como supergigantes amarelas ou hipergigantes amarelas, mas essa expansão ocorre em apenas alguns milhares de anos e, portanto, essas estrelas são raras. As supergigantes vermelhas de maior massa explodem suas atmosferas externas e evoluem de volta às supergigantes azuis e, possivelmente, às estrelas Wolf-Rayet. Dependendo da massa e composição exatas de uma supergigante vermelha, ela pode executar uma série de loops azuis antes de explodir como uma supernova tipo II ou, finalmente, despejar o suficiente de suas camadas externas para se tornar uma supergigante azul novamente, menos luminosa do que da primeira vez, mas mais instável. Se tal estrela puder passar pelo vazio evolutivo amarelo, espera-se que ela se torne um dos LBV de menor luminosidade.
As supergigantes azuis mais massivas são luminosas demais para reter uma atmosfera extensa e nunca se expandem em uma supergigante vermelha. A linha divisória é de aproximadamente 40 M☉, embora as maiores e mais frias supergigantes vermelhas se desenvolvam a partir de estrelas com massas iniciais de 15 a 25 M☉. Não está claro se supergigantes azuis mais massivas podem perder massa suficiente para evoluir com segurança até a velhice como uma estrela Wolf-Rayet e, finalmente, uma anã branca, ou se alcançam o estágio Wolf-Rayet e explodem como supernovas, ou explodem como supernovas, enquanto supergigantes azuis.
Os progenitores de supernovas são mais comumente supergigantes vermelhas e acreditava-se que apenas supergigantes vermelhas poderiam explodir como supernovas. SN 1987A, no entanto, forçou os astrônomos a reexaminar essa teoria, já que seu progenitor, Sanduleak -69 202, era uma supergigante azul B3. Agora é sabido por observação que quase qualquer classe de estrela evoluída de alta massa, incluindo supergigantes azuis e amarelas, podem explodir como uma supernova, embora a teoria ainda se esforce para explicar como em detalhes. Enquanto a maioria das supernovas são do tipo relativamente homogêneo II-P e são produzidas por supergigantes vermelhas, as supergigantes azuis são observadas para produzir supernovas com uma ampla gama de luminosidades, durações e tipos espectrais, às vezes sub-luminosas como SN 1987A, às vezes super-luminosas, como muitas supernovas do tipo IIn.

## Propriedades

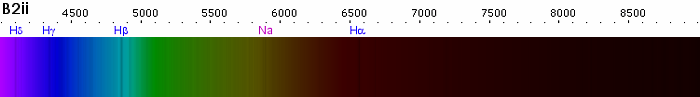
Espectro de uma estrela B2

Por causa de suas massas extremas, têm expectativa de vida relativamente curta e são observadas principalmente em estruturas cósmicas jovens, como aglomerados abertos, braços de galáxias espirais e em galáxias irregulares. São raramente observadas em núcleos de galáxias espirais, galáxias elípticas ou aglomerados globulares, a maioria dos quais se acredita ser composta de estrelas mais velhas, embora o núcleo da Via Láctea tenha sido recentemente encontrado para abrigar vários aglomerados abertos massivos e jovens associados estrelas quentes.
O exemplo mais conhecido é Rígel, a estrela mais brilhante da constelação de Orion. Sua massa é cerca de 20 vezes a do Sol e sua luminosidade é cerca de 117.000 vezes maior. Apesar de sua raridade e de sua curta vida, eles estão fortemente representados entre as estrelas visíveis a olho nu; seu imenso brilho é mais do que suficiente para compensar sua escassez.
As supergigantes azuis têm ventos estelares rápidos e as mais luminosas, chamadas hipergigantes, têm espectros dominados por linhas de emissão que indicam forte perda de massa impulsionada pelo contínuo. As supergigantes azuis apresentam quantidades variáveis de elementos pesados em seus espectros, dependendo de sua idade e da eficiência com que os produtos da nucleossíntese no núcleo são convectados para a superfície. Supergigantes em rotação rápida podem ser altamente misturados e mostrar altas proporções de hélio e elementos ainda mais pesados enquanto ainda queimam hidrogênio no núcleo; essas estrelas mostram espectros muito semelhantes a uma estrela Wolf-Rayet.
Enquanto o vento estelar de uma supergigante vermelha é denso e lento, o vento de uma supergigante azul é rápido, mas esparso. Quando uma supergigante vermelha se torna uma supergigante azul, o vento mais rápido que ela produz afeta o vento lento já emitido e faz com que o material que flui se condense em uma casca fina. Em alguns casos, várias cascas fracas concêntricas podem ser vistas em episódios sucessivos de perda de massa, seja em loops azuis anteriores do estágio supergigante vermelha, ou seja em erupções como erupções de variável luminosa azul (LBV).

## Exemplos
- MACS J1149 Estrela Lensada 1 (ou Icarus) – estrela individual mais distante detectada
- Rígel (β Orionis), uma supergigante azul-branca (tipo B)
- UW Canis Majoris (UW CMa), uma supergigante azul (tipo O)
- Zeta Puppis (Naos), uma supergigante azul (tipo O)